# Rincón de Guadalupe
Rincón de Guadalupe är en ort i Mexiko, tillhörande kommunen Amanalco i den västra delen av delstaten Mexiko, i den centrala delen av landet. Orten hade 1 004 invånare vid folkräkningen 2010.